# Too Late Blues
Too Late Blues is een Amerikaanse dramafilm uit 1961 onder regie van John Cassavetes.

## Verhaal
De pianist John Wakefield speelt liever de blues in het park dan zich te conformeren. Wanneer hij de bevallige zangeres Jess Polanski leert kennen, wordt hij terstond verliefd op haar. Ze drijft een wig tussen hem en de leden van zijn jazzkwintet en hij verloochent zijn idealen in zijn zoektocht naar roem.

## Rolverdeling
| Acteur           | Personage        |
| ---------------- | ---------------- |
| Bobby Darin      | John Wakefield   |
| Stella Stevens   | Jess Polanski    |
| Everett Chambers | Benny Flowers    |
| Nick Dennis      | Nick Bobolenos   |
| Vince Edwards    | Tommy Sheehan    |
| Val Avery        | Milt Frielobe    |
| Marilyn Clark    | Countess         |
| James Joyce      | Reno Vitelli     |
| Rupert Crosse    | Baby Jackson     |
| Mario Gallo      | Geluidstechnicus |
| Alan Hopkins     | Skipper Camez    |
| Cliff Carnell    | Charlie          |
| Richard Chambers | Pete             |
| Seymour Cassel   | Red              |
| Dan Stafford     | Shelley          |